# Spoorlijn Nykøbing Falster - Nysted
De spoorlijn Nykøbing Falster - Nysted was een lokale spoorlijn tussen Nykøbing op het eiland Falster met Nysted op het eiland Lolland in Denemarken.

## Geschiedenis
In 1907 werd besloten de lijn in samen met de spoorlijn Stubbekøbing - Nykøbing Falster aan te leggen door de Stubbekøbing Nykøbing Nysted Banen (SNNB). Op 15 december 1910 werd de lijn geopend en vanaf dat moment werd de dienstregeling uitgevoerd met 4 treinen per dag per richting. In de jaren twintig werd dit aantal verhoogd tot 6. In eerste instantie was de maximumsnelheid 45 km/h, in 1948 werd deze verhoogd tot 70 km/h.
Tot de Tweede Wereldoorlog was de spoorlijn redelijk succesvol, met name door het grote aanbod van suikerbieten die naar de fabriek in Nykøbing Falster vervoerd werd. Toen de fabriek vanaf 1961 niet langer gebruik maakte van het spoor kwam de genadeslag voor de lijn. Vanaf 27 mei 1961 werd het reizigersvervoer beëindigd, maar het goederenvervoer vond nog wel doorgang. Tijdens de algemene vergadering op 14 september 1965 werd unaniem besloten tot sluiting van beide baanvakken per 31 maart 1966.

## Huidige toestand
Thans is de volledige lijn, met uitzondering van een klein gedeelte bij Nagelsti dat in gebruik is als industrieaansluiting, opgebroken.